# Хроники Хаоса
Хроники Хаоса (англ. Hero Wars) — условно-бесплатная браузерная и мобильная игра в жанре RPG, разработчиком и издателем которой является Nexters. Игра вышла в социальных сетях в марте 2016 года. Релиз мобильной версии Android и iOS состоялся в конце 2016 года. В июле 2023 года Nexters провела ребрендинг, в результате которого версия для Facebook/версия для браузера была переименована в "Hero Wars: Dominion Era" («Хроники Хаоса: Эра Доминиона»), а мобильная версия — в "Hero Wars: Alliance" («Хроники Хаоса: Альянс Героев»).
Действие игры происходит в мире Доминиона, где героям предстоит сражаться с легионом демонов, которые пытаются его захватить. Задача игрока — собрать команду героев, которые смогут одержать победу в войне. Мир игры представляет собой средневековье с элементами фантастики: часть персонажей ориентированы на использование магии, другие — на науку и технику. Столицей Доминиона является Стронгфорд, которым управляет император. Также в игре представлены другие локации. Например, земли эльфов и троллей.  В игре несколько рас: люди, эльфы, тролли, титаны, дреммеры, нежить и демоны. У каждой расы свои уникальные способности. 

## Геймплей
Основа игры — коллекционирование героев с использованием гача-механики. В игре нет возможности выбрать, в каком направлении прокачивать того или иного героя. У героя есть стартовый набор вещей и вещи, которые он может получать при повышении уровня. Обмундирование героя зависит от его класса: танк не может пользоваться броней и оружием мага и наоборот. Каждого героя можно прокачивать с помощью экипировки, тем самым увеличивая их характеристики. Всего в игре доступны более 50 героев.

### Типы героев
- Танк: боец переднего плана, который выдерживает большой урон.

- Поддержка: помогает союзникам с помощью различных исцелений и усилений.

- Целитель: исцеляет союзников.

- Маг: творит заклинания.

- Контроль: может замедлять, оглушать или замораживать группу противников.

- Стрелок: специализируется на дальнем бое.

- Боец: специализируется на ближнем бое[9].

В игре есть много игровых PvE и PvP-режимов, таких как Кампания, Арена и Гранд Арена, Башня, Запределье (Outlands), Экспедиция, а также временные события.
Основная часть сюжета игры раскрывается по мере прохождения Кампании, которая на 2023 год состоит из 13 глав и 190 миссий для Hero Wars: Alliance и из 15 глав для Hero Wars: Dominion Era. Некоторые режимы доступны сразу же, но большинство можно разблокировать, прокачивая уровень своей команды. Достигнув 30 уровня, игрок может вступать в гильдии и получать награды за кооперацию с другими игроками, а также участвовать в Войне гильдий.
В «Hero Wars: Dominion Era» на 40 уровне игрок может участвовать в Приключении с двумя сокомандниками (всего в игре доступно 13 приключений), на 65 уровне становится доступен режим «Асгард», в котором согильдийцы сражаются против босса и его сторонников.

### Механика боя
Каждый герой, используя свои атаки, копит энергию, которую потом может потратить на усиленную атаку. В режиме «Кампания» бой состоит из 3-х этапов, в каждом из которых нужно победить новых врагов. Прохождение заканчивается, если побеждены все враги или если все герои погибли.

## Различия Hero Wars Dominion Era и Hero Wars Alliance
С 2016 года существовало 2 версии игры: браузерная и мобильная. В 2023 году произошло официальное разделение брендов, при сохранении одной игровой механики версии имеют некоторые отличия.
Hero Wars Dominion Era — браузерная версия. В ней существует механика питомцев, которая существенно влияет на расстановку сил во время боя, давая игроку дополнительного героя, который усиливает одного из героев основной команды. Кроме того, на высоких уровнях в Приключениях в игре доступен стратегический элемент: игрок выбирает, в каких боях ему участвовать, а каких нужно избегать.
3 октября 2022 года игра стала недоступной через социальные сети ВКонтакте и Одноклассники. На официальном сайте игры были опубликованы инструкции по переносу прогресса игры на учётные записи, не привязанные к социальным сетям.
Hero Wars Alliance — мобильная версия игры. Специально для нее был разработан режим «Городские ворота», для победы в котором нужно решить числовую головоломку. Сила героя должна быть больше, чем сила его противника. Когда герой побеждает, сила противника приплюсовывается к его силе. Таким образом, собрав верную последовательность сражений, герой должен победить финального босса.

## Статистика
На 2023 год Hero Wars Dominion Era была установлена 35 миллионов раз. Поступления в игру составили $350 млн.
На ноябрь 2023 год Hero Wars Alliance была установлена 130 миллионов раз. Поступления в игру составили $1,2 млрд.
На ноябрь 2023 года совокупное время, проведенное игроками в игре Hero Wars, составляет 2615 лет. Средняя продолжительность дневной сессии — 70 минут. Максимальное количество активных игроков в месяц было отмечено в апреле 2021 года и составило 6,8 млн пользователей. 

## Маркетинговое продвижение
В 2014 году Nexters впервые использовала рекламную стратегию, которая не показывала реальный геймплей игры, заменяя его рекламой с заданиями, которые не были напрямую связаны с игрой. В тот момент компания была единственной, кто использовал данную стратегию. Изначально реакция аудитории на такую рекламу была отрицательной, однако позже часть элементов из рекламы была интегрирована в геймплей в качестве мини-игр. Эту стратегию компания внедрила и на Hero Wars.  
Согласно исследованию, проведенному Nexters, 75% пользователей в США и Европе отмечали, что реклама, не связанная с геймплеем, более увлекательна, чем реклама в привычном формате. От 35% до 46% пользователей, в зависимости от региона, пришедшие по такой рекламе, отметили, что они продолжали играть в игру, чтобы принять окончательное решение.
В 2023 году в США, Германии и Польше были выпущены кинематографические рекламные ролики с живыми актерами. 
Также компания работает на гибридными казуальными играми, связанными со вселенной Hero Wars и раскрывающими историю персонажей игры с помощью сиквелов, приквелов и спин-оффов.
На декабрь 2023 года по мотивам игры был создан комикс, доступный на платформе Webtoon, а также мультфильм Lost Hero, раскрывающий историю главных героев игры, Галахада и Авроры, вступивших в поединок с Архидемоном.

## Отзывы
Игровой ресурс GameRanks поставил «Хроникам Хаоса» оценку в 6,5 из 10, отметив, что она похожа на мобильную версию игры League of Angels II. В плюсах игры была названа её бесплатная модель распространения, а также хорошая поддержка разработчиков. MMOSquare писал, что игра проста в освоении, а также отмечал хорошую PvP-функциональность.

## Награды
В 2016 году «Хроники Хаоса» получили награду «Лучшая компьютерная игра» по версии социальной сети ВКонтакте и звание «Самой эпичной игры» по версии социальной сети Одноклассники. В 2017 году Одноклассники также включили игру в список «Лучших веб-игр». В 2018 году ВКонтакте присудила «Хроникам Хаоса» звание «Лучшей игры» года.
В ноябре 2019 года «Хроники Хаоса» попала в список номинантов на премию «Выбор пользователей: игра 2019» в российском Google Play. 1 марта и 20 апреля 2020 года «Хроники Хаоса» становилась игрой дня в российском App Store.